# خط طول 20° غرب
خط طول 20° غرب هو أحد خطوط الطول الجغرافية، والتي تمتد من القطب الشمالي الجغرافي إلى القطب الجنوبي الجغرافي، وحسب التحويل الزمني يتأخر خط طول 20° غرب عن خط غرينتش بـ1 ساعات و20 دقيقة.

## من القطب إلى القطب
ينطلق خط طول 20° غرب من القطب الشمالي نحو القطب الجنوبي مرورا بالمناطق التي ترد في الجدول التالي:
| الإحداثيات                         | البلد أو الإقليم أو البحر | ملاحظات                                                                                        |
| ---------------------------------- | ------------------------- | ---------------------------------------------------------------------------------------------- |
| 90°0′N 20°0′W / 90.000°N 20.000°W  | المحيط المتجمد الشمالي    |                                                                                                |
| 81°33′N 20°0′W / 81.550°N 20.000°W | جرينلاند                  |                                                                                                |
| 78°49′N 20°0′W / 78.817°N 20.000°W | Jøkelbugten               |                                                                                                |
| 77°59′N 20°0′W / 77.983°N 20.000°W | جرينلاند                  | Gamma Island وGermania Land                                                                    |
| 76°55′N 20°0′W / 76.917°N 20.000°W | Dove Bay                  |                                                                                                |
| 76°15′N 20°0′W / 76.250°N 20.000°W | جرينلاند                  | Mainland, جزيرة كوهن [لغات أخرى]‏, و the mainland again                                         |
| 74°16′N 20°0′W / 74.267°N 20.000°W | المحيط الأطلسي            | بحر غرينلاند                                                                                   |
| 66°2′N 20°0′W / 66.033°N 20.000°W  | آيسلندا                   |                                                                                                |
| 63°32′N 20°0′W / 63.533°N 20.000°W | المحيط الأطلسي            |                                                                                                |
| 60°0′S 20°0′W / 60.000°S 20.000°W  | المحيط الجنوبي            |                                                                                                |
| 73°25′S 20°0′W / 73.417°S 20.000°W | القارة القطبية الجنوبية   | Border between the المطالب الإقليمية بالقارة القطبية الجنوبية of the المملكة المتحدة و النرويج |